# Relations entre la Guinée-Bissau et l'Union européenne
Les relations entre la Guinée-Bissau et l’Union européenne reposent notamment sur l'aide fournie par l'Union européenne dans le cadre du retour à la démocratie à la suite du coup d’État d'avril 2012.

## Sources

## Compléments